# الزیاره
الزیارة (به عربی: الزیارة ) یک منطقهٔ مسکونی در سوریه است که در استان حما واقع شده‌است.

## خصوصیات
الزیارة ۳٬۵۴۱ نفر جمعیت دارد.